# Pedro Gabriel Pereira Lopes
Pedro Gabriel Pereira Lopes, bekannt als Pedrinho, (* 10. November 1999 in São Paulo) ist ein brasilianischer Fußballspieler.

## Karriere
Pedrinho begann seine Karriere beim Oeste FC. Im August 2017 stand er erstmals im Profikader von Oeste. Sein Debüt in der Série B folgte dann im Oktober 2017. Bis zum Ende der Saison 2017 kam er zu drei Zweitligaeinsätzen. In der Saison 2018 war er bei den Profis gesetzt und machte 33 Zweitligaspiele, in denen er fünf Tore erzielte. Zwischen Dezember 2018 und Februar 2019 war er leihweise bei Grêmio Osasco Audax aktiv. Für Audax kam er einmal in der dritten Liga der Staatsmeisterschaft von São Paulo zum Zug.
Nach seiner Rückkehr zu Oeste kam er zu keinem Ligaeinsatz mehr, er spielte noch siebenmal in der Staatsmeisterschaft von São Paulo für das Team. Im Mai 2019 wurde Pedrinho an den Erstligisten Athletico Paranaense verliehen. Dort gab er im August 2019 gegen Botafogo FR sein Debüt in der Série A. Bis zum Ende der Saison 2019 spielte er sechsmal im Oberhaus. In dem Jahr stand Pedrinho auch einmal im Kader beim Copa do Brasil 2019. Er kam im Halbfinalrückspiel gegen den Grêmio FBPA nicht zum Einsatz, konnte aber den Titelgewinn mit dem Klub feiern. Im August 2020 wurde er von Paranaense fest verpflichtet. Nach neun Einsätzen in der Série A 2020 kehrte er während der laufenden Spielzeit im November 2020 zu Oeste zurück. Dort kam der Angreifer zu 17 weiteren Zweitligaeinsätzen, in denen er sechsmal traf.
Im März 2021 wurde er dann fest verpflichtet, allerdings direkt an den Erstligisten Red Bull Bragantino verkauft. Für RB machte er in der Staatsmeisterschaft von São Paulo 2021 sieben Spiele (ein Tor) und in der Série A 2021 17 Spiele (kein Tor). Zur Saison 2022 wurde Pedrinho an den Ligakonkurrenten América Mineiro verliehen. Für América spielt er 19 Mal in der Série A 2022, ehe die Leihe im September 2022 vorzeitig beendet wurde und er nach Russland zu Lokomotive Moskau wechselte.
Für die Moskauer spielte er sechsmal in der Premjer-Liga bis zur Winterpause 2022/23. Im Januar 2023 kehrte er bereits wieder in seine Heimat zurück und wechselte leihweise zum FC São Paulo. Nach Beendigung der Staatsmeisterschaft von São Paulo 2023 wurde sein Vertrag gekündigt. Pedrinho blieb weiterhin in Brasilien. Er wurde bis Ende des Jahres an América Mineiro ausgeliehen. Danach folgte die Leihe zum FC Santos.

## Erfolge
Athletico Paranaense
- Copa do Brasil: 2019

Santos
- Série B: 2024